# 村上聖佳
村上 聖佳（むらかみ せいか、1999年10月15日 - ）は、日本の女性タレントである。大阪府出身。プロジェクト・コア所属。

## 経歴

### その他
- 福屋工務店
- ええやん　あかし!

### 映画
- Dressing UP（2009年）
- 壁の中の子供たち（2011年）
- ひよこカラー（2013年）- 吉田まな 役

## 参考資料
- 村上聖佳（プロジェクト・コア）